# Fáklya (Johnny Storm)
Fáklya, valódi nevén Johnny Storm egy kitalált szereplő, szuperhős a Marvel Comics képregényeiben. A kitalált szereplőt Stan Lee és Jack Kirby alkotta meg. Első megjelenése a Fantastic Four első számában volt 1961 novemberében a Fantasztikus Négyes nevű szuperhőscsapat alapító tagjaként.
Johnny Storm szuperképességeit, akárcsak a Fantasztikus Négyes másik három alapító tagja, egy űrutazás során szerezte, mikor hajójukon kozmikus sugárzás hatolt át. Johnny ennek hatására képessé vált repülni, tűzet gerjeszteni és azzal testét körülvenni. A „Flame on!”, magyarul „Lobbanás!” csatakiáltás a Fáklya elhagyhatatlan védjegyévé vált.
Az 1960-as években ő volt a csapat első tagja, akinek egyszemélyes kalandjai jelentek meg a Strange Tales című kiadványban.
Fáklya szerepét az 1994-ben készült, de be nem mutatott Fantasztikus Négyes című filmben Jay Underwood alakította. Több mint tíz évvel később, a 2005-ös új Fantasztikus Négyes filmben és annak folytatásában a lángoló hős szerepét Chris Evans játszotta el.